# Walnut Grove (Geòrgia)
Walnut Grove és un town (vila o poble) al comtat de Walton, Geòrgia, Estats Units de 1.322 habitants el 2020. D'acord a l'Oficina del Cens dels Estats Units la vila té una superfície total d'1,5 milles quadrades (3,9 km 2 ), tot terra ferma. D'acord al cens dels Estats Units del 2020 el town tenia 1.322 habitants, 515 habitatges, i 371 famílies. L'Assemblea General de Geòrgia incorporà Walnut Grove com a town el 1905. La comunitat rebé el nom d'un noguerar proper del lloc original de la vila.
L'educació pública a Walnut Grove és administrada pel districte escolar del comtat de Walton. Dins del town aquest districte gestiona els centres escolars Walnut Grove Elementary School i Walnut Grove High School.
| Raça                           | Núm.  | Perc.  |
| ------------------------------ | ----- | ------ |
| Blanc (no hispà)               | 1.107 | 83,74% |
| Negre o afroamericà (no hispà) | 87    | 6,58%  |
| Nadiu americà                  | 2     | 0,15%  |
| Asiàtic                        | 5     | 0,38%  |
| Altres/mixtes                  | 59    | 4,46%  |
| Hispà o llatí                  | 62    | 4,69%  |